# Cymopterus hallii
Cymopterus hallii är en växtart i släktet Cymopterus och familjen flockblommiga växter. Den beskrevs av Asa Gray och fick sitt nu gällande namn av Billie Lee Turner 2003.
Arten är en perenn ört som förekommer i södra USA och norra Mexiko.